# Elizabeth Eames
Elizabeth Sara Eames, née le 24 juin 1918 à Northampton et morte le 20 septembre 2008 à Londres, est une archéologue britannique.

## Biographie
Elizabeth Graham, née le 24 juin 1918 au 62 Stimpson Avenue à Northampton, est la fille d'Arthur Frederick (Fred) Graham, chimiste industriel servant alors comme sous-lieutenant dans la Royal Field Artillery, et de son épouse, Eveline Lucy (Eva), née Garrett (1887-1945). Après avoir fréquenté la Rugby high school, elle entre au Newnham College de Cambridge en 1937 pour étudier l'anglais.
En janvier 1949 elle entre au département des antiquités britanniques et médiévales du British Museum. Elle est engagée à titre temporaire et très occasionnel pour rédiger un catalogue de la vaste collection de carreaux médiévaux du musée, qui ne cesse de s'enrichir.
Les années 1950 et 1960 voit l'étude de l'archéologie médiévale se développer pour devenir une discipline universitaire à part entière. La poterie médiévale est un élément majeur de cette évolution et Elizabeth veillée à ce que les carreaux et autres matériaux de construction cuits ne soient pas laissés de côté. Elle est à l'avant-garde de l'étude des matériaux de construction et, en tant que membre de conseils et de comités, et par ses publications dans des revues spécialisées, elle apporte un soutien considérable à la nouvelle discipline.
En 1958, elle est élue à la Society of Antiquaries et siège ensuite à son conseil, elle est un membre important de la British Archaeological Association en pleine renaissance, dont elle est vice-présidente, et écrit dans son journal, elle exerce diverses fonctions dans un certain nombre de sociétés archéologiques locales, notamment en tant que co-secrétaire de la Surrey Archaeological Society.
Dans les années 1970, elle organise une fascinante exposition de carreaux dans une galerie dédiée du musée et, en 1980, elle produit triomphalement produit le grand catalogue du British Museum sur les carreaux médiévaux, qui compte près de 14 000 entrées. Au fil des ans, elle développe, avec Carey Miller, une technique de dessin pour compléter les photographies. Ce vaste catalogue n'a pas d'équivalent en Grande-Bretagne ou à l'étranger et est utilisé par des étudiants dans toute l'Europe, elle est nommée MBE à l'occasion de sa parution. Il est suivi en 1988 d'une monographie sur les carreaux médiévaux irlandais (écrite avec Tom Fanning) et en 1991 d'un catalogue des carreaux du musée de Salisbury.
Elizabeth Eames meurt le 20 septembre 2008 dans le quartier londonien de Hampstead.